# Parazitism social

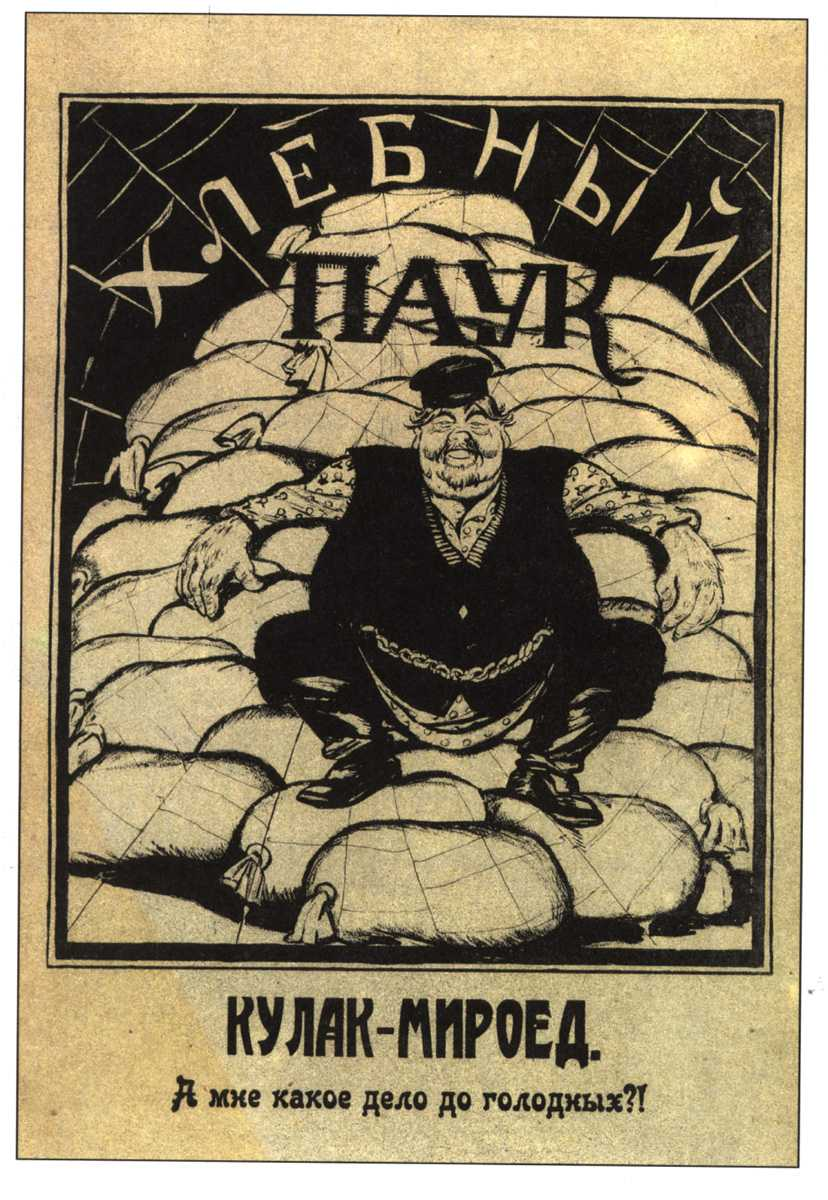
Acest afiș sovietic de propagandă încuraja desculacizarea, înfățișându-i pe culaci ca paraziți ca adunau produse agricole pentru speculă.

Parazitismul social a fost un delict politic⁠(d) în Uniunea Sovietică și în alte țări comuniste (precum România) în care făptuitorul era acuzat că trăiește pe cheltuiala altor oameni sau a societății. Mai mulți intelectuali și dizidenți sovietici, printre care Iosif Brodski, Iosif Begun⁠(d), Vladimir Voinovici, Lev Kopelev⁠(d) și Andrei Amalrik⁠(d), au fost acuzați de parazitism social.

## Uniunea Sovietică

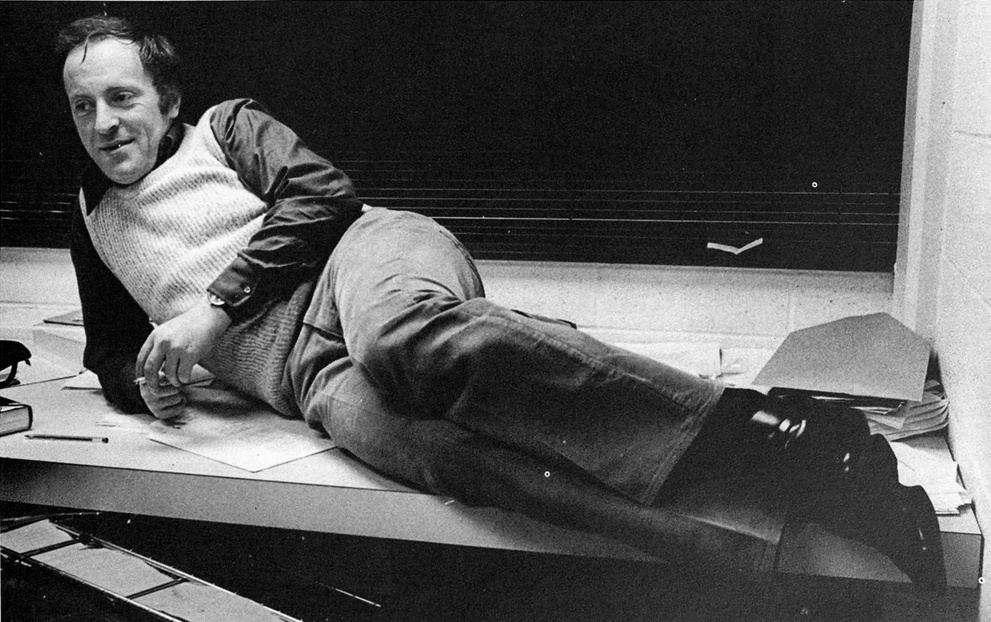
Poetul rus Iosif Brodski (1940–1996) a fost condamnat în 1964 la cinci ani de muncă silnică în regiunea Arhanghelsk pentru „parazitism social”. În 1987 a obținut Premiul Nobel pentru Literatură.

În Uniunea Sovietică, care s-a declarat a fi un stat al clasei muncitoare, fiecare persoană adultă aptă de muncă trebuia să muncească până când urma să fie pensionată. Astfel, șomajul a fost eliminat oficial și teoretic. Persoanele care refuzau să muncească⁠(d), să studieze sau să slujească într-un alt mod riscau să fie acuzați și trimiși în judecată pentru parazitism social (în rusă тунеядство, transliterat: tuneiadstvo, [[{{{2}}}|тунеядцы]]⁠(en)[traduceți] [tuneiadeț/tuneiadțî]), în conformitate cu principiul socialist „de la fiecare după capacități, fiecăruia după contribuție⁠(d)”.
Autoritățile din Republica Sovietică Federativă Socialistă Rusă au identificat în anul 1961 un număr de 130.000 de persoane care aveau un „mod de viață antisocial⁠(d) și parazitar”. Acuzațiile de parazitism erau aplicate frecvent dizidenților și refuznicilor⁠(d) (persoane care doreau să emigreze), dintre care mulți erau intelectuali. Întrucât scrierile lor erau considerate antisistem, autoritățile îi împiedicau să obțină un loc de muncă. În aceste condiții, pentru a evita să fie acuzați de parazitism, mulți intelectuali dizidenți au acceptat posturi de muncă necalificate (dar care nu erau, totuși, consumatoare de timp) precum măturători de stradă sau fochiști, care le-au permis să-și continue celelalte activități.
De exemplu, poetul rus Iosif Brodski a fost acuzat de parazitism social de către autoritățile sovietice. A fost judecat în 1964, iar tribunalul a constatat că slujbele ciudate pe care le-a practicat și activitatea sa de poet nu au adus societății o contribuție suficientă.

## Belarus
Politicile introduse în Belarus în anul 2015, care semănau, potrivit observatorilor, cu inițiativele din epoca sovietică, prevedeau o taxă pentru cei care erau considerați „paraziți sociali”, adică pentru persoanele care munceau mai puțin de 183 de zile într-un an, cu excepția gospodinelor⁠(d) și a fermierilor ce practicau agricultura de subzistență. Implementarea așa-numitei taxe pentru paraziți a fost suspendată după protestele din mai multe centre urbane importante⁠(d).

## România
Regimul comunist al lui Nicolae Ceaușescu a incriminat parazitismul social prin Decretul Consiliului de Stat nr. 153 din 24 martie 1970 pentru stabilirea și sancționarea unor contravenții privind regulile de conviețuire socială, ordinea și liniștea publică. Regimul considera că tinerii erau persoane potențial destabilizatoare și îi avea în vedere pe cei care nu corespundeau normelor socialiste. Cetățenii puteau fi opriți de Miliție dacă erau găsiți pe stradă în orele în care ar fi trebuit să fie la serviciu sau la școală și puteau fi trimiși în judecată.
Potrivit decretului sus-menționat, sustragerea unor persoane „de la îndatorirea cetățenească de a-și asigura mijloacele de existență prin muncă, tinzînd la practicarea unui mod de viața parazitar” (precum cerșetoria, prostituția, practicarea unor jocuri de noroc neautorizate, comportamentul social ce „exprimă o concepție de viață parazitară sau anarhică, contrară regulilor elementare de bună-cuviință, străină principiilor de conviețuire socialistă”) era considerată contravenție (în cazul că nu întrunea condițiile de a fi încadrată ca infracțiune) și se sancționa cu închisoare contravențională de la o lună la 6 luni sau cu amendă de la 1.000 la 5.000 de lei. În același timp, săvârșirea în public de gesturi și fapte indecente sau folosirea unor expresii obscene era sancționată cu închisoare contravențională de la 20 zile la 3 luni sau cu amendă de la 500 la 2.000 de lei.
Campania împotriva parazitismului a fost extinsă prin Legea nr. 25 din 5 noiembrie 1976 care prevedea că persoana aptă de muncă, care refuza fără motive întemeiate un loc de muncă, putea fi obligată prin hotărâre judecătorească să lucreze timp de un an pe șantiere de construcții, în unități agricole, forestiere și în alte unități economice. Miliția a fost însărcinată cu aplicarea acestor măsuri, iar acțiunile sale erau adesea arbitrare.